# Akira Yoshimura
Akira Yoshimura (japanisch 吉村昭, Yoshimura Akira; * 1. Mai 1927 in Nippori, Kitatoshima-gun (heute: Higashi-Nippori, Arakawa), Präfektur Tokio; † 31. Juli 2006) war ein japanischer Schriftsteller. Er war verheiratet mit der Schriftstellerin Tsumura Setsuko.
Von 1999 bis 2000 war er interimistisch geschäftsführender Direktor der japanischen Schriftstellervereinigung. Außerdem war er P.E.N.-Mitglied. Von seinen über 20 Romanen sind insbesondere Unauslöschlich und Schiffbruch international bekannt und auch ins Deutsche übersetzt. In seinem Roman Hagoku (dt. „Ausbruch“) beschreibt er die wahre Geschichte des Mörders Yoshie Shiratori (1907–1979), dem viermal ein Ausbruch aus dem Gefängnis gelang und der sich in Japan zu einem Antihelden entwickelte. Der Roman gewann 1984 den Yomiuri-Literaturpreis. Yoshimura gilt als herausragender Vertreter der dokumentarischen Literatur (記録文学, kiroku bungaku) und des historischen Romans (歴史小説, rekishi shōsetsu). Anders als sein Schriftstellerkollege Shiba Ryōtarō war Yoshimura hingegen an gesammelten Fakten orientiert und weniger an der fiktionalen Ausgestaltung.

## Leben
Yoshimura wurde 1927 als achtes Kind eines Managers einer Baumwollfabrik geboren. Von 1940 an besuchte er die Kaisei-Grundschule in Tokyo. Während der Grundschulzeit begann er unter Anleitung von Privatlehrern klassische japanische Literatur zu lesen. Obwohl er aufgrund von Lungenbeschwerden und Brustfellentzündung häufig in der Schule fehlte, konnte er bedingt durch eine Sonderregelung in Kriegszeiten vorzeitig im März 1945 die Schule abschließen. Da seine Leistungen bei den schulischen Drillübungen jedoch ungenügend waren, konnte er zunächst nicht auf eine weiterführende Schule wechseln, sondern musste eine Vorbereitungsschule besuchen.
1944 starb Yoshimuras Mutter an Gebärmutterkrebs, im Dezember 1945 folgte ihr sein Vater, der ebenfalls an Krebs starb. Obgleich Yoshimura die Aufnahmeprüfung für die geisteswissenschaftliche Abteilung einer Oberschule erfolgreich absolviert hatte, entschied er sich unter dem Eindruck, den der Tod seiner Eltern gemacht hatte in den naturwissenschaftlichen Bereich zu wechseln, scheiterte an der Prüfung und musste erneut die Vorbereitungsschule besuchen. Zudem begann er unter der Anleitung seines Lehrers Iwata Kurō Haiku zu schreiben.
Nachdem Yoshimura im Januar 1948 Blut gehustet hatte, musste er sich acht Monate später im Universitätsklinikum Tokyo einer Thorakoplastik mit Rippensektion unterziehen. Die Krankheit und die anschließende Behandlung führten zum Abbruch seiner Ausbildungsbemühungen. Erst im April 1950, nachdem das Schulsystem reformiert worden war, schrieb sich Yoshimura an einer Hochschule für das Fach Literatur ein. 1952 wurde er Vorsitzender eines Literaturclubs und ein erster Kurzroman erschien, den er Yasunari Kawabata und Motojirō Kaiji widmete. Im gleichen Jahr lernte er durch seinen Lehrer Iwata eine weitere Literaturgruppe kennen, deren Sempai Yukio Mishima ihm ein signiertes Einzelexemplar seines Werks Geständnis einer Maske schenkte.
Während Yoshimura sich für die Vorlesungen begeisterte, konnte er doch im Pflichtfach Leibesertüchtigung die geforderte Leistung kaum erbringen. So kam es, dass er 1953 von der Universität exmatrikuliert wurde und kurzzeitig in einer Spinnerei, in der sein älterer Bruder angestellt war, arbeitete. Er heiratete die Schriftstellerin Tsumura Setsuko, die er aus literarischen Zirkeln kannte. Er nahm eine Büroarbeit an und veröffentlichte in der Literaturzeitschrift Bungakusha unter der Leitung von Niwa Fumio und in der Literaturzeitschrift Z unter der Leitung Oda Jinjirō weitere Kurzromane (Tampenshōsetsu). Mitte 1958 erschien sein Debütroman Mikkai (密会). Anfang 1959 wurde Yoshimura mit Tekkyō (鉄橋), ein halbes Jahr später auch mit Kaigara (貝殻) für den Akutagawa-Preis nominiert. Es folgten unmittelbar zwei weitere Nominierungen, doch statt einer Auszeichnung erhielt seine Frau Setsuko 1965 den Akutagawa-Preis für ihr Werk Gangu.
1966 dann erhielt Yoshimura für Hoshi e no tabi (星への旅, etwa: Reise zu den Sternen) den Dazai-Osamu-Preis, dem viele weitere Auszeichnungen folgten. 1997 wurden Yoshimura, 2003 auch seine Frau Setsuko Mitglieder der Japanischen Akademie der Künste. 2005 wurde Zungenkrebs diagnostiziert und nach einer Positronen-Emissions-Tomographie auch Bauchspeicheldrüsenkrebs festgestellt. Am 31. Juli 2006 verstarb Yoshimura im Alter von 79 Jahren in seinem Haus. Das letzte Manuskript Shinigao (死顔) wurde posthum in der Literaturzeitschrift Shinchō publiziert.
Yoshimura, der insbesondere auch für seine dokumentarische Literatur bekannt ist, hatte 1970 mit Umi no kabe: Sanriku kaigan ōtsunami (etwa: „Eine Wand aus Meer: Die großen Tsunamis an der Sanriku-Küste“) einen Bestseller vorgelegt, der die drei Erdbeben und Tsunamis, das Meiji-Sanriku-Erdbeben 1896, das Shōwa-Sanriku-Erdbeben 1933 und das Erdbeben von Valdivia 1960 behandelt. Das Buch war 1984 vom Chūōkōron-Verlag mit verkürztem Titel (ohne Umi no kabe) wieder veröffentlicht worden. Das Buch, das insgesamt eine Auflagenhöhe von 49.000 Exemplaren erreicht hatte, erregte nach dem Tōhoku-Erdbeben 2011 so großes Interesse, dass innerhalb weniger Monate 50.000 Nachdrucke ausgeliefert wurden.

## Preise und Auszeichnungen
- 1966 Dazai-Osamu-Preis
- 1973 Kikuchi-Kan-Preis
- 1984 Mainichi-Kunstpreis
- 1985 Yomiuri-Literaturpreis
- 1987 Preis der japanischen Akademie der Künste
- 1994 Osaragi-Jirō-Preis
- 2006 Orden der Aufgehenden Sonne

## Werke (Auswahl)
- 1966 Senkan Musashi (戦艦武蔵, etwa: „Das Schlachtschiff Musashi“)
- 1967 Mizu no sōretsu (水の葬列)
- 1970 Umi no kabe sanriku kaigan ōtsunami (海の壁 三陸沿岸大津波)
- 1978 Tōi hi no sensō (遠い日の戦争)
- 1979 Pōtsumasu no hata (ポーツマスの旗, etwa: „Die Fahnen von Portsmouth“)
- 1982 Hasen (破船)
  - dt. Schiffbruch, übersetzt von Sabine Mangold. Berlin, Rowohlt 1998, ISBN 978-3-87134-286-8
- 1983 Hagoku (破獄)
- 1988 Karishakuhō (仮釈放)
  - dt. Unauslöschlich, übersetzt von Sabine Mangold. München, C.H. Beck 2002, ISBN 978-3-406-48702-6
- 1989 Yami ni hirameku (闇にひらめく)
- 1998 Namamugi jiken (生麦事件, Namamugi-Zwischenfall)
- Akira Yoshimura: Die großen Tsunami der Sanriku-Küste. Dokumentarische Literatur von Yoshimura Akira (1927–2006). Hrsg.: Harald Meyer (= ERGA Reihe zur Geschichte Asiens. Band 11). Iudicium, München 2013, ISBN 978-3-86205-211-0 (Dokumentarische Materialien vor allem zum Erdbeben von 1896, die u. a. noch von Zeitzeugen stammen. Dazu auch Informationen zum Erdbeben von 1856 und 1933.).
- 2015 Blumen im Schnee. Eine historische Erzählung. Aus dem Japanischen von Gerhard Bierwirth und Arno Moriwaki. Iudicium. ISBN 978-3-86205-429-9

## Verfilmungen
- 1997: Der Aal, nach der Erzählung Karishakuhō.